# Escala de vent

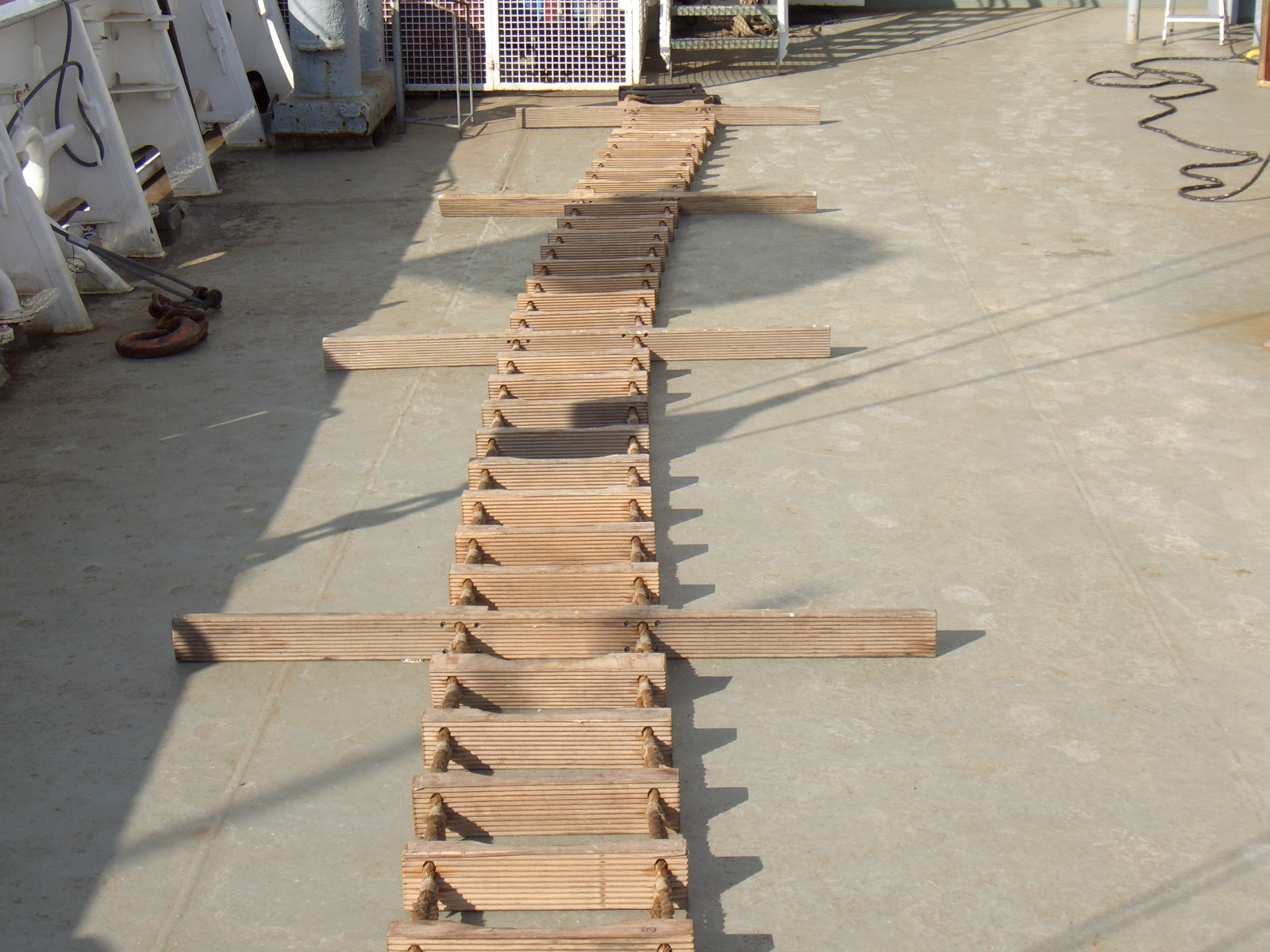
Escala de vent sobre coberta.

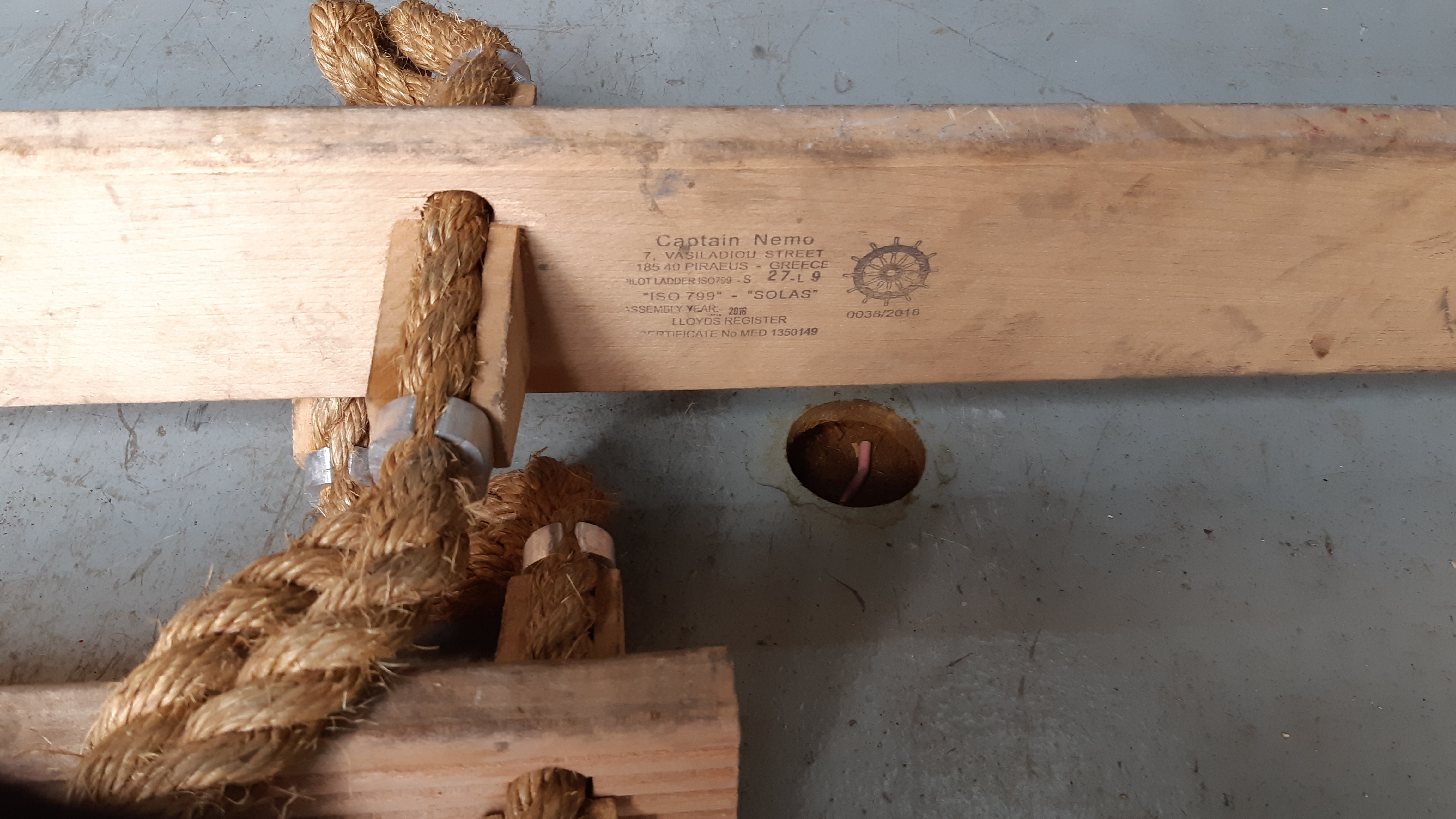
Exemple d'escala marcada per fabricant amb la normativa vigent.

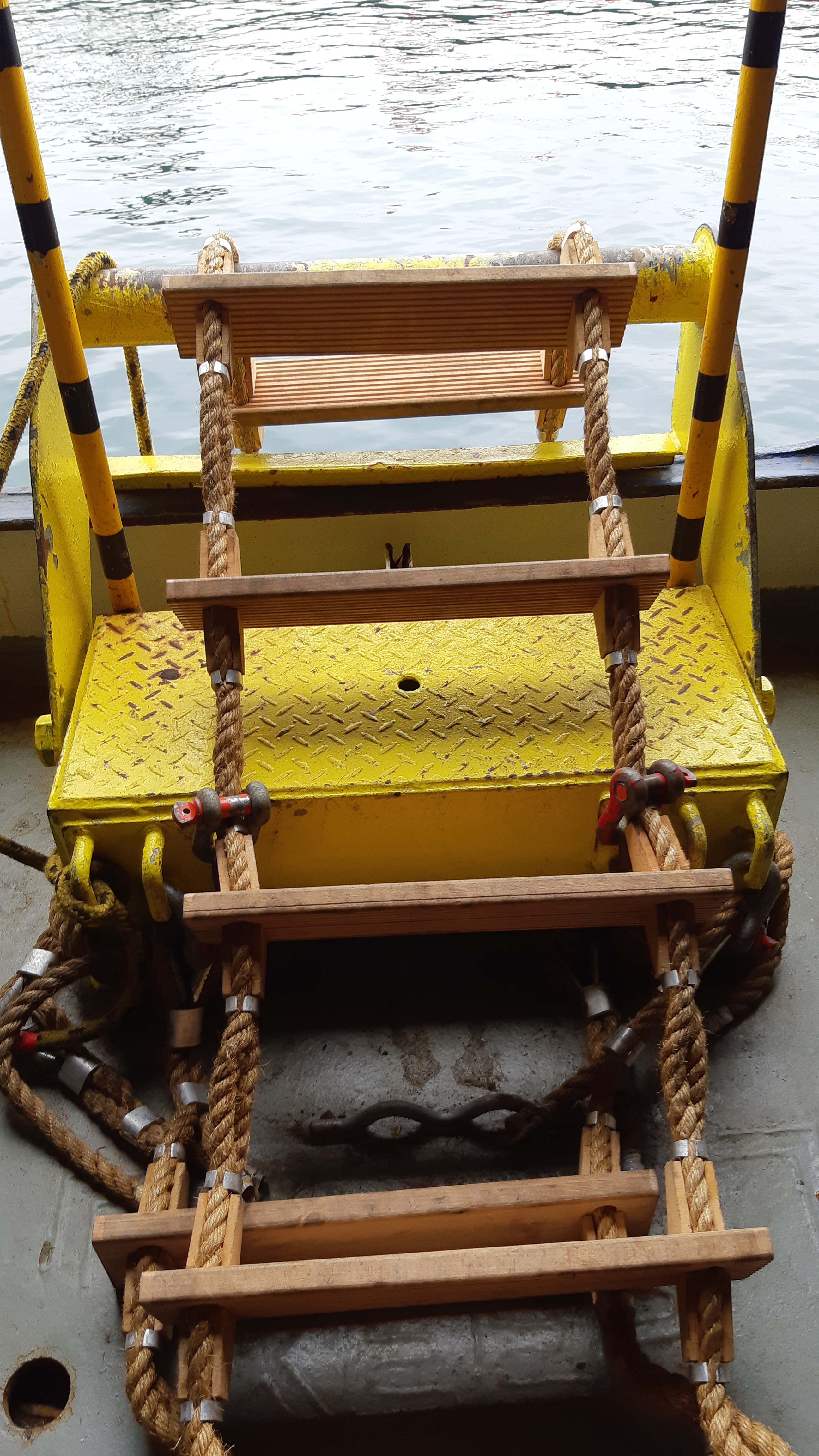
Accés a la coberta. S'observa punts de subjecció reforçats, grillons i canelers.

Una escala de vent o escala de corda (mal anomenada escala de gat), és una escala confeccionada amb cordes de fibra vegetal i esglaons de fusta, que s'empra per assistir a l'embarcament de pràctics i altres persones des d'embarcacions menors que s'acosten fins als vaixells de més port. Normalment l'escala de vent es munta, a petició dels pràctics, per la banda de sotavent.

## Construcció[3]
- L'escala es farà ferma a uns punts de subjecció reforçats. Els grillons i caps de subjecció han de tenir una resistència adequada.
- Les escales de pràctic han de disposar d'un certificat emès pel fabricant i mai no podran ser fabricades a bord dels vaixells.
- Els esglaons han de ser de fusta dura o si no ho són deuen ser de material equivalent.
- Els quatre esglaons inferiors poden ser de goma.
- Els esglaons mesuraran 400 mm de llarg, 115 mm d'amplada i tindran com a mínim 25 mm de gruix.
- Aquests disposen uniformement a intervals no inferiors de 310 mm ni superiors a 350 mm.
- L'escala mai no tindrà més de dos esglaons de substitució.
- Si l'escala té més de 5 graons hauran de disposar de separadors de longitud no inferior a 1,80 m, així l'escala romandrà enganxada al casc i no es voltejarà. El separador més baix se situarà al cinquè esglaó. L'interval entre separadors no serà més gran de 9 esglaons.
- El cap de recuperació ira col·locat a l'últim separador i cap a proa.
- Caps laterals, són dos caps amb diàmetre no inferior a 18 mm.

## Escala combinada
Quan el pràctic ha de pujar més de 9 metres per l'escala, el vaixell disposarà d'una escala combinada. És un sistema combinat d'escala de vent i escala reial o gangway.
- La inclinació de l'escala reial no ha d'excedir els 45°.
- L'altiplà inferior de l'escala reial estarà com a mínim 5 m sobre el nivell del mar.
- L'extrem superior de l'escala de vent sobresortirà 2 m per sobre de l'altiplà inferior.
- La distància entre l'altiplà inferior i l'escala de vent estarà compresa entre 0,1 i 0,2 m.

## Accés a la coberta
Es disposarà el punt d'accés d'uns agafadors/candelers que es fixaran rígidament a l'estructura del vaixell i tindran un diàmetre no inferior a 32 mm i una elevació no inferior a 1,20 m. Durant l'embarcament i el desembarcament dels pràctics, en aquest accés estarà esperant un oficial amb comunicació directa amb el pont de govern. A prop de l'accés es disposarà d'un cèrcol salvavides amb llum d'encesa automàtica.

## Seqüència de desembarcament del pràctic
Seqüència del desembarcament de pràctic per l'escala de vent de babord al port de Brindisi.

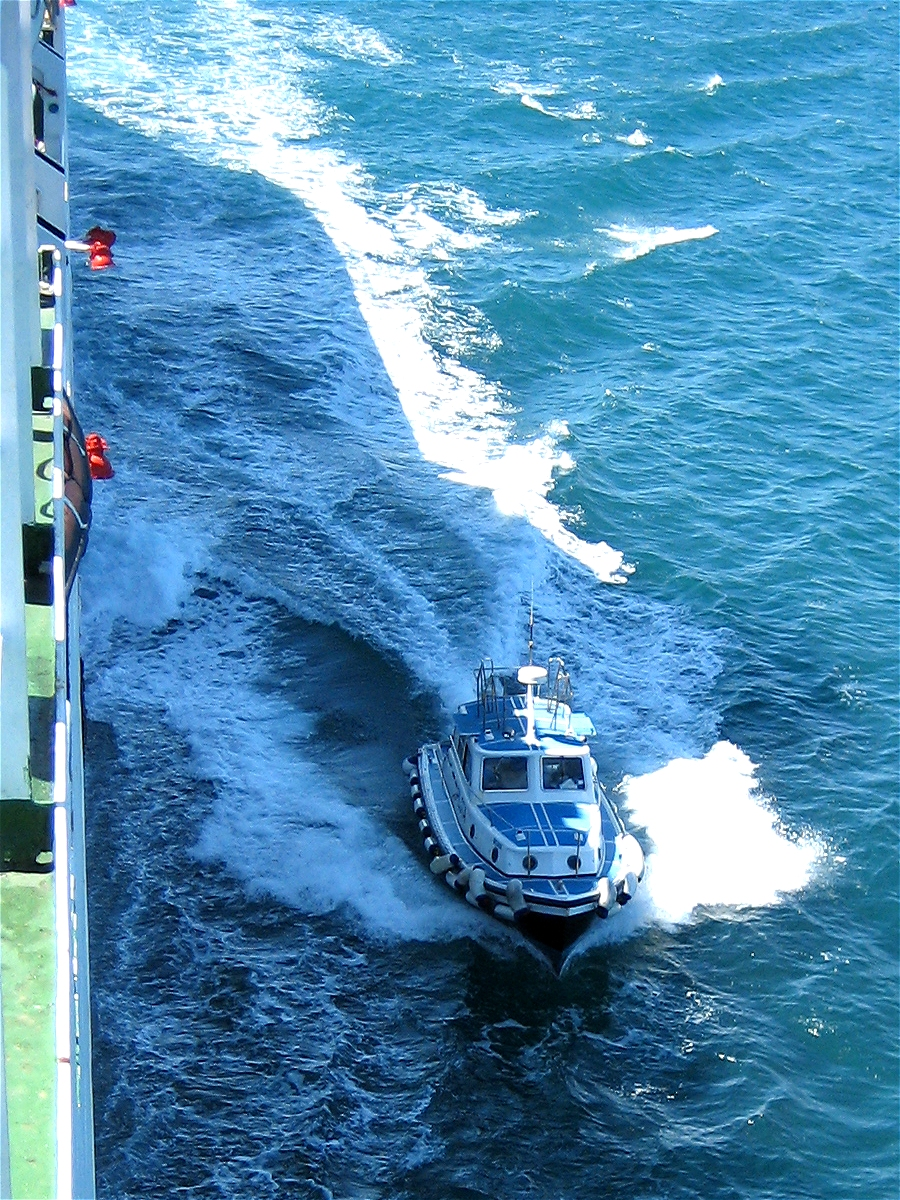
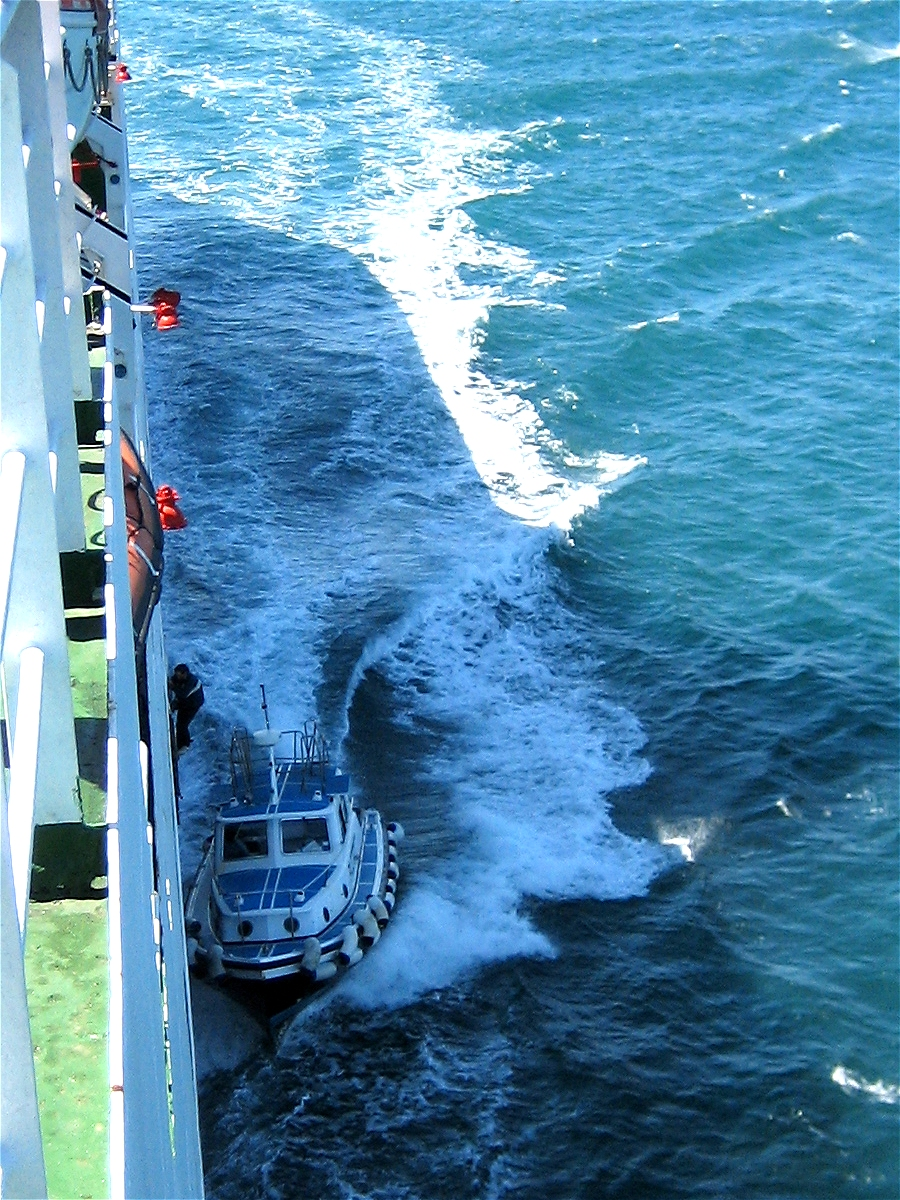
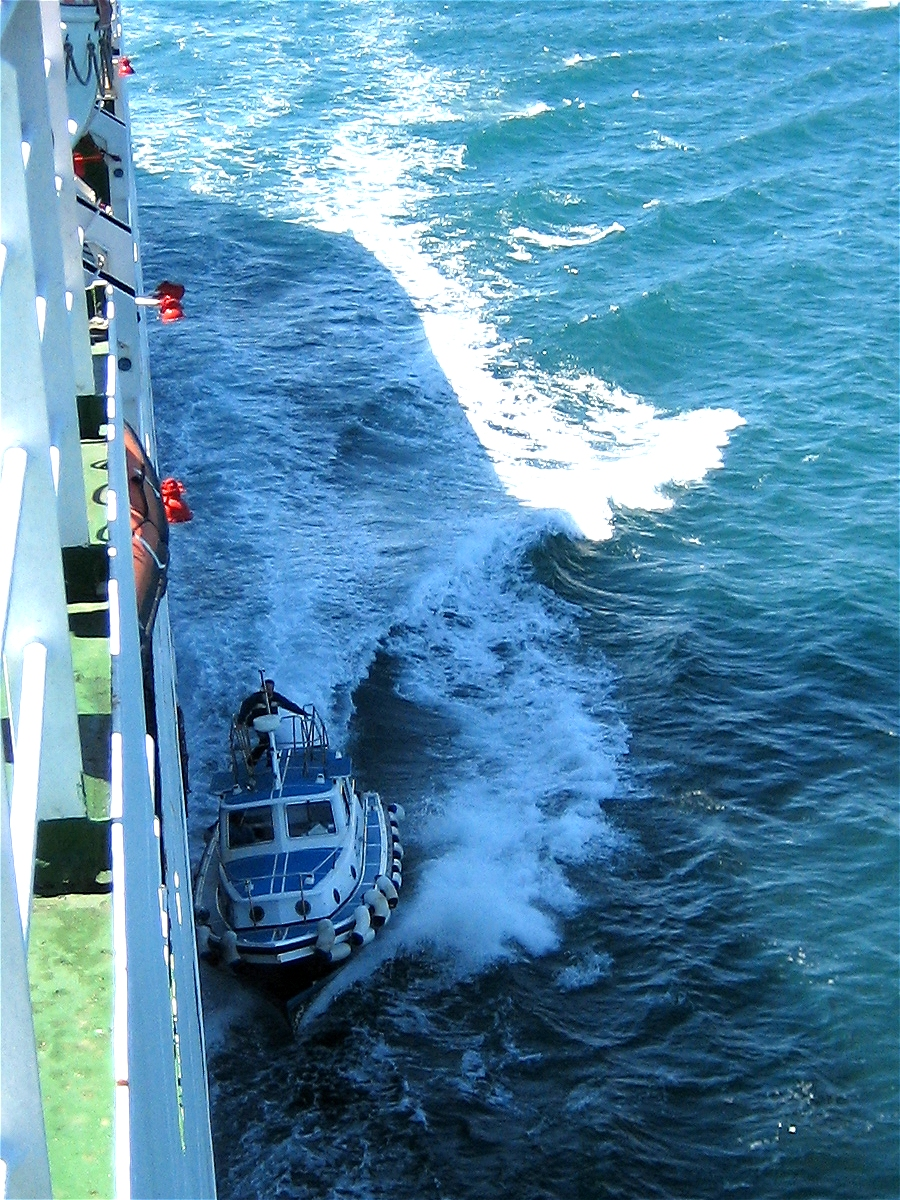
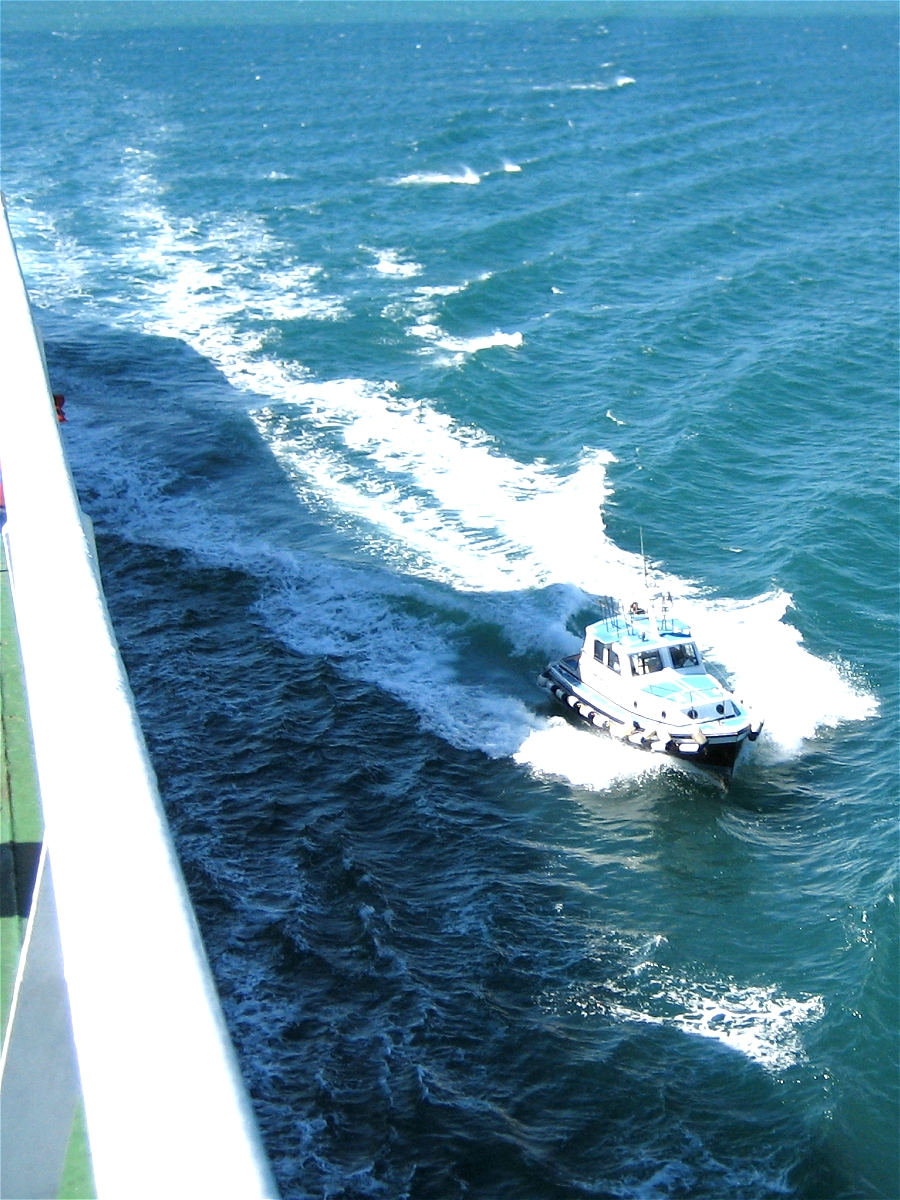